# Lucien Faucheux
Pour les articles homonymes, voir Faucheux (homonymie).
Lucien René Faucheux, né le 26 aout 1899 au Kremlin-Bicêtre et décédé le 24 juillet 1980 à Bordeaux, est un coureur cycliste français, professionnel de 1927 à 1937, éternel rival de Lucien Michard.

## Biographie
Lucien Faucheux est le fils d'Edouard Faucheux et de Marthe Plantard (1882-1936),, et le demi-frère ainé de Marcel Jean.
Il commence par  la natation et vers douze ans débute dans l'équipe de football scolaire de l'A.S. Kremlin-Bicêtre. Il continue, à pratiquer le football, de 14 à 17 ans, au Club Athlétique de Vitry où il côtoie notamment Léon Huot,,.
À l'école, il est un élève moyen, placide, sage, mais ne se fait pas remarquer par une application forcenée. À treize ans, il quitte l'école pour apprendre la mécanique à l'école d'ajusteur. Il est bien meilleur ouvrier que bon écolier. Après son apprentissage chez Panhard. Il entre comme ajusteur dans une usine de lampes électriques à Ivry.
À quinze ans, Faucheux se laisse également tenter par les poids et haltères et à seize ans par la lutte. Il fait aussi du tennis et tâte un peu à toutes les épreuves de l'athlétisme avec le CA Vitry,,.
En 1917, il achète une bicyclette pour aller, à son travail et prend part à des sorties de 50 ou 100 km au cours desquelles il réussit à battre ses camarades au sprint. Puis, il veut apprendre à rouler sur la piste de la Municipale ré-ouverte  en 1919. Début 1920, sur les instances de deux de ses amis, Hermitant et Henri Lignon, coureurs cyclistes, habitant Choisy comme lui, Faucheux se décide à essayer ses puissants moyens athlétiques dans le cyclisme sur piste.
Il fait la connaissance de Jean Michel, le président de Voltaire-Sportif . Il prend une licence de débutant, et s'engage dans le Prix du Petit Duc, course scratch amateurs, organisée par le Parc des Princes, le 11 avril 1920. Les séries se courent le matin sur la piste d'Auteuil où Faucheux se qualifie et termine second l'après-midi au Vél' d'Hiv'. Alors, Faucheux se lance à fond dans le vélo. Et ses progrès sont rapides. Il est sélectionné olympique et participe à l'épreuve de poursuite par équipe aux Jeux Olympiques de 1920 à Anvers,.
Dès l'année suivante, il est champion de France de vitesse amateurs. Mais, il voit surgir, cette année-là, le phénomène qui s'appelle Lucien Michard, dont la rapide ascension démoralise Faucheux. Voyant sa route barrée par Michard, Faucheux faillit retourner à la lutte et aux poids. Mais son président de club, Jean Michel, lui remonte le moral.
Début 1925, Faucheux part en déplacement en Australie. C'est pour lui l'occasion d'apprendre mieux le métier, à la dure école des sprinters des antipodes. Il en revient transformé, au début de l'hiver 1925, ayant perdu un nombre respectable de kilos et gagné beaucoup en souplesse et en rapidité.
Après avoir gagné le Grand Prix de l'U.C.I., en février 1926 au Vél' d'Hiv' devant Lucien Michard, il participe au six jours de Paris, associé avec Jacques Louet qui abandonne, et continue avec Émile Aerts. Il s'impose au Grand Prix de Paris toujours devant Michard, et gagne le championnat d'hiver.
En 1928, il gagne de nouveau le Grand Prix de Paris devant Michard.
En décembre 1932, il égale le record du 250 mètres, départ lancé, détenu par Léon Hourlier depuis 1913, en 14 s. 3/5,. En 1934, il bat le record du 500 mètres, départ arrêté, à Bordeaux, en 34 s., . En 1936, il bat le record du mode du 1/4 de mille, départ arrêté, en 27 s. 4/5 qui tiendra jusqu'en 1951 et départ lancé en 24 s. 2/5.
De 1935 à 1938, il est directeur de l'école des sprinters au Vél' d'Hiv',. En avril 1938, il devient directeur du vélodrome de Bordeaux rénové,,,,.
Lucien Faucheux a conçu des modèles de pédales, de fourches, de pattes arrière. Il eut, le premier l'idée de confectionner un tendeur de chaîne qui lui permettait de changer de développement sans descendre de vélo. Il roula ainsi à l'entraînement sur route pendant deux ans.

## Palmarès

### Championnats du monde
- Paris 1924
  -  Vice-champion du monde de vitesse amateurs
- Cologne-Elberfeld 1927
  -  Médaillé de bronze de vitesse
- Budapest 1928
  -  Vice-champion du monde de vitesse
- Zurich 1929
  - 4e de la vitesse
- Copenhague 1931
  - 4e de la vitesse

### Championnats nationaux
- Champion de France de vitesse amateurs en 1921
- Champion de France de vitesse en 1928 (B[27] et C[28])
- Champion de France de vitesse en 1929 (A)[29]
- Champion de France de vitesse en 1931[30]

### Grands Prix
- Course de la Médaille en 1920
- Grand Prix Cyclo-Sport de vitesse en 1923
- Prix Alfred Riguelle : 1924
- Grand Prix de Paris en 1926[13], 1928[31] et 1929
- Grand Prix de Reims en 1927.
- Grand Prix d'Angers en 1927 et 1928
- Grand Prix de l'Armistice en 1928 et 1929
- Grand Prix de l'UVF en 1927
- Grand Prix de l'UCI en 1926[32] et 1931
- Grand Prix de Noël en 1928 et 1930
- Grand Prix de la République en 1930
- Prix de l'Espérance : 1932
- Grand Prix de France en 1932
- Grand Prix du Conseil municipal : 1933[33]

## Vie privée
Il se marie le 10 juillet 1934 avec la nageuse Yvonne Degraine, il divorce le 16 mars 1944. Il se remarie en seconde noces le 22 février 1945 avec Geneviève Cassé, il divorce le 25 juin 1951 et se remarie le 1er juillet 1976 avec Amélie Pitau.